# Packera
Packera es un género de plantas fanerógamas perteneciente a la familia de las asteráceas. Comprende 85 especies descritas y de estas, solo 10 aceptadas.
Sus miembros fueron previamente incluidos en el género Senecio, pero se dividieron a partir de sus números de cromosomas, la variedad de características morfológicas  y la filogenia molecular.

## Taxonomía
El género fue descrito por A.Löve & D.Löve y publicado en Botaniska Notiser 128(4): 520–521. 1975[1976].

## Especies
- Packera anonyma (Wood) W.A.Weber & A.Löve
- Packera antennariifolia (Britt.) W.A.Weber & A.Löve
- Packera aurea (L.) Á.& D.Löve
- Packera bernardina (Greene) W.A.Weber & A.Löve
- Packera bolanderi (Gray) W.A.Weber & A.Löve
- Packera breweri (Burtt Davy) W.A.Weber & A.Löve
- Packera cana (Hook.) W.A.Weber & A.Löve
- Packera cardamine (Greene) W.A.Weber & A.Löve
- Packera castoreus (Welsh) Kartesz, comb. nov. ined.
- Packera clevelandii (Greene) W.A.Weber & A.Löve
- Packera contermina (Greenm.) T.M.Barkley, comb. nov. ined.
- Packera crocata (Rydb.) W.A.Weber & A.Löve
- Packera cymbalaria (Pursh) W.A.Weber & A.Löve
- Packera cymbalarioides (Buek) W.A.Weber & A.Löve
- Packera cynthioides (Greene) W.A.Weber & A.Löve
- Packera debilis (Nutt.) W.A.Weber & A.Löve
- Packera dimorphophylla (Greene) W.A.Weber & A.Löve
- Packera eurycephala (Torr. & Gray ex Gray) W.A.Weber & A.Löve
- Packera fendleri (Gray) W.A.Weber & A.Löve
- Packera flettii (Wieg.) W.A.Weber & A.Löve
- Packera franciscana (Greene) W.A.Weber & A.Löve
- Packera ganderi (T.M.Barkley & Beauchamp) W.A.Weber & A.Löve
- Packera glabella (Poir) C.Jeffrey
- Packera greenei (Gray) W.A.Weber & A.Löve
- Packera hartiana (Heller) W.A.Weber & A.Löve
- Packera hesperia (Greene) W.A.Weber & A.Löve
- Packera hyperborealis (Greenm.) A.& D.Löve
- Packera indecora (Greene) A.& D.Löve
- Packera ionophylla (Greene) W.A.Weber & A.Löve
- Packera layneae (Greene) W.A.Weber & A.Löve
- Packera macounii (Greene) W.A.Weber & A.Löve
- Packera malmstenii (Blake ex Tidestr.) Kartesz, comb. nov. ined
- Packera millefolia (Torr. & Gray) T.M.Barkley, comb. nov. ine
- Packera millelobata (Rydb.) W.A.Weber & A.Löve
- Packera moresbiensis (Calder & Roy L.Taylor) J.F.Bain
- Packera multilobata (Torr. & Gray ex Gray) W.A.Weber & A.Löve
- Packera neomexicana (Gray) W.A.Weber & A.Löve
- Packera obovata (Muhl. ex Willd.) W.A.Weber & A.Löve
- Packera ogotorukensis (Packer) A.& D.Löve
- Packera pauciflora (Pursh) A.& D.Löve
- Packera paupercula (Michx.) A.& D.Löve
- Packera plattensis (Nutt.) W.A.Weber & A.Löve
- Packera porteri (Greene) C.Jeffrey
- Packera pseudaurea (Rydb.) W.A.Weber & A.Löve
- Packera quaerens (Greene) W.A.Weber & A.Löve
- Packera quercetorum (Greene) C.Jeffrey
- Packera sanguisorboides (Rydb.) W.A.Weber & A.Löve
- Packera schweinitziana (Nutt.) W.A.Weber & A.Löve
- Packera spellenbergii (T.M.Barkley) C.Jeffrey
- Packera streptanthifolia (Greene) W.A.Weber & A.Löve
- Packera subnuda (DC.) D.K.Trock & T.M.Barkley
- Packera tampicana (DC.) C.Jeffrey
- Packera toluccana (DC.) W.A.Weber & A.Löve
- Packera tomentosa (Michx.) C.Jeffrey
- Packera tridenticulata (Rydb.) W.A.Weber & A.Löve
- Packera werneriifolia (Gray) W.A.Weber & A.Löve

 NRCS